# Panaxia ladakensis
Panaxia ladakensis là một loài bướm đêm thuộc phân họ Arctiinae, họ Erebidae.